# Akbar Khan Zand
Akbar Khan Zand (? - 1782) fou un príncep persa, fill de Zaki Khan Zand cap del llinatge budaq del zand.
Considerat ambiciós i violent va tenir un paper important en les lluites pel poder que van seguir la mort de Karim Khan Zand el 1779. Zaki Khan Zand va agafar de fet el poder (1779) i va proclamar xas conjunts als dos fills de Karim, Abu l-Fath Khan Zand (també apareix esmentat com Fath Ali Khan Zand) i Muhammad Ali Khan Zand. A Bàssora es va proclamar xa el germà de Karim, Sadik Khan Zand, que es va dirigir a Shiraz. Llavors Zaki Khan va empresonar a Abu l-Fath per sospitar que tenia simpaties per l'oncle rebel i va proclamar a Muhammad com a únic sobirà. Revoltats els qajars a Astarabad sota Agha Muhammad Khan, Zaki va enviar un exèrcit contra aquest dirigit pel seu nebot Ali Murad Khan Zand, però aquest es va revoltar. Zaki va deixar al seu propi fill al front del govern a Siraz, i es va dirigir personalment contra el rebel, però fou assassinat pel camí en una revolta popular. Abu l-Fath fou alliberat i restaurat al tron a Shiraz el 19 de juny de 1779 però amb la condició de compatir les decisions amb Sadik Khan. Akbar fou empresonat. Una vegada Abu l-Fath va poder dirigir els afers va demostrar que era incompetent i distret. Sadik Khan amb el suport d'alguns nobles el va deposar el 22 d'agost de 1779. No se sap segur si el va fer cegar en aquell moment o el 1782.
Akbar es va poder escapar de la presó (1780) i es va unir a Ali Murad Khan que l'estiu del 1781 va assetjar Shiraz; el 2 de març de 1782 Akbar es va apoderar de la porta de Bāḡ-e Šāh i va entrar a la ciutat amb els seus homes. Sadik Khan es va refugiar amb la seva família a la ciutadella i al cap de dos dies Akbar li va oferir un salconduit i es va rendir; Akbar no va respectar el seu compromís i per ordre d'Ali Murad va fer cegar Sadik (i després el va matar) i als seus fills excepte Djafar (després Djafar Khan Zand 1785-1789) amb el qual es va entendre. També es diu que va fer cegar als fills vius de Karim Khan, Abu l-Fath Khan i Muhammad Ali Khan Zand però segons almenys dos historiadors, aquests ja foren cegats per Sadik Khan quan va accedir al poder en solitari el 22 d'agost de 1779. Ali Murad va pujar al tron però no confiava en el seu lloctinent Akbar i va encoratjar Djafar Khan a venjar al seu pare i germans, matant a Akbar. Djafar ho va fer (1782).
Akbar va deixar alguns fills: Rustam Khan Zand resistia als qadjars en temps de Fath Ali Shah (1797/1798) i es va apoderar d'Esfahan però al cap de poc fou capturat, cegat i empresonat.